# ستيفن ستابلتون
ستيفن ستابلتون (من مواليد 1976) هو فنان ومتعهد أعمال اجتماعي ومدير مؤسس لمؤسسة حافة الجزيرة العربية Edge of Arabia، وكلتشر رانرز CULTURERUNNERS، ومؤسسة ذا كروس واي The Crossway Foundation البريطانية التي توفر التبادل الثقافي والتدريب للشباب.
يشتهر ستابليتون بتطويره منصات للتبادل الثقافي والدبلوماسية بين الشرق الأوسط وأوروبا والولايات المتحدة.
أصدر ستابليتون أكثر من 50 معرضا سواء في المتاحف أو متاحف الفن المعاصر في لندن ونيويورك والبندقية وإسطنبول وبرلين ودبي والرياض وجدة وميامي وهيوستن وأوسلو وسان فرانسيسكو وديترويت وسولت ليك سيتي وأسبن وممفيس وليوستن وواشنطن العاصمة ولوس أنجلوس. أصدر ستابليتون ستة كتب منتشرة عالميا وأنتج سلسلة من الواقع المعزز Virtual Reality وأفلام وثائقية قصيرة للتوزيع من خلال منصات الإعلام العالمية مثل الغارديان وكرييتف تايم Creative Time، وفي آر فورم VR Forum.

## خلفية
وُلد ستيفن ستابليتون في 24 مارس 1976 في أيلزبري، المملكة المتحدة، ودرس في كلية ريدلي، جامعة برايتون وجامعة لندن.

## الحياة المهنية
في 2002 وحتى 2003 وأثناء معرض فني في جميع أنحاء الشرق الأوسط، زار ستابليتون قرية المفتاحة للفنون في جنوب غرب السعودية حيث ذُهل بأعمال الفنانين الذين قابلهم هناك. منذ هذا الحدث، أسس ستابليتون شركة إيدج أوف أرابيا Edge of Arabia وبدأ تقديم المعارض العالمية للفن العربي المعاصر (بتركيز على السعودية) في جميع أنحاء أوروبا والولايات المتحدة والشرق الأوسط.
في 2011، أسس ستابليتون The Future of a Promise حيث جمع أكثر من خمسة وعشرين عملا فنيا ومشروعا لأهم فناني العالم العربي ليقدم أكبر معرض للفن العربي المعاصر في المعرض الرابع والخمسين للفنون العالمية في بينالي البندقية.
في سبتمبر 2014، أطلق (في معبد روثكو) شركة CULTUREUNNERS مقدما نموذجا مستقلا للتبادل الثقافي وسرد القصص من وجهة النظر الفنية عبر الحدود الفيزيائية والأيدولوجية. في مشروعها الأول، شرعت شركة CULTUREUNNERS في الرحلة الدبلوماسية الثقافية الأضخم على الإطلاق (2014-2018) بين الشرق الأوسط والولايات المتحدة، مسافرين لأكثر من 30,000 ميلا في جميع أنحاء الولايات المتحدة، ومستضيفين لأكثر من 120 فنانا، وموفرين للمعارض والأفلام والأحداث في المتاحف والمؤسسات. 